# Avenida Santa Fe
La Avenida Santa Fe es una de las principales avenidas de Buenos Aires. La arteria constituye el eje esencial del imaginario Barrio Norte, que comprende las zonas influidas por el recorrido de la avenida a través de Retiro y Recoleta. Es considerada como uno de los principales centros de compra y paseo de la ciudad, especialmente de indumentaria, por lo que se la ha llamado la Avenida de la Moda. Asimismo constituye un atractivo por su arquitectura, que evoca fuertemente a París. Su nombre hace homenaje a la provincia argentina homónima.

## Trazado y tránsito

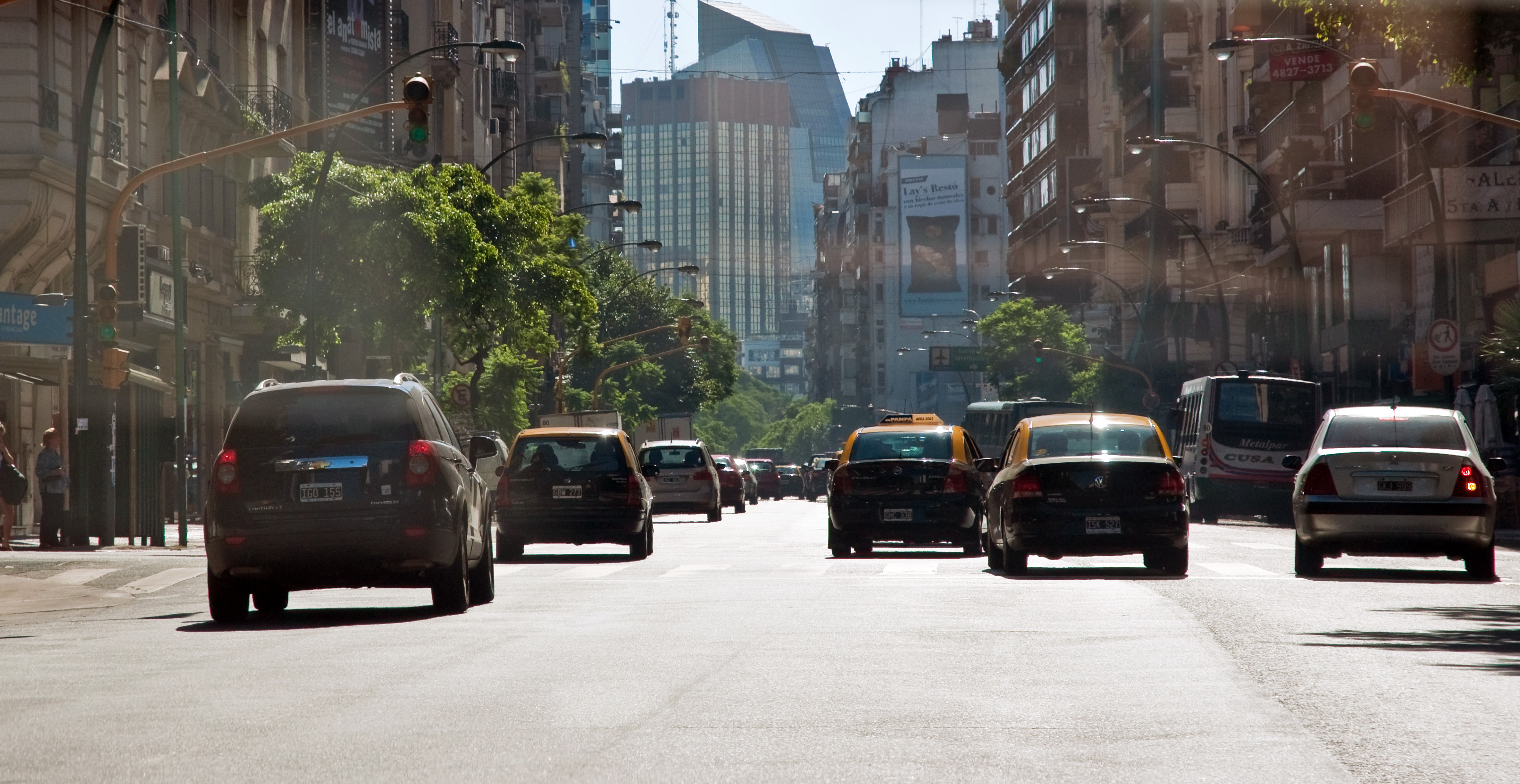
La avenida Santa Fe, de cara al "Bajo Porteño".

La avenida Santa Fe nace en la calle Florida donde se encuentra la Plaza San Martín, en el barrio de Retiro y se extiende por más de 40 cuadras hacia el noroeste. Atraviesa el barrio de Recoleta y finaliza en el barrio de Palermo, a pocas cuadras del Puente Pacífico y el Regimiento de Patricios, donde cambia de nombre y se convierte en Avenida Cabildo.
El sentido de circulación vehicular fue desde el año 1967 de oeste a este. Desde el 27 de abril de 2010 se convirtió en doble sentido de circulación entre las calles Jorge L. Borges y Tomas M. de Anchorena para evitar que las líneas de colectivo circulen por las calles internas y fueron pasados a la avenida. El día 26 de enero de 2011 se extendió la doble mano hasta la calle Libertad y el 2 de febrero del mismo año recuperó el doble sentido de circulación en toda la avenida, exceptuando el tramo Esmeralda-Florida, tal como poseía hasta el año 1967. Por debajo de la mayor parte de su trayecto es acompañada por la línea D del subte de Buenos Aires.

## Historia
En 1580 Juan de Garay estableció los límites urbanos de la Ciudad de Buenos Aires: al Este la barranca del Río de la Plata (Av. Paseo Colón - Av. Alem), al oeste las actuales calles Salta y Libertad, al Sur la actual Avenida Independencia y al norte la calle Viamonte. Garay también repartió las tierras más allá del ejido tanto al norte como al sur del nuevo centro urbano. Hacia el sur el reparto abarcó desde el Riachuelo hasta la zona de Ensenada y Magdalena, mientras que hacia el norte, la distribución comenzó desde la actual Plaza San Martín (Retiro) hasta lo que es hoy el Partido de San Fernando. Entre cada chacra (de una legua de largo) debía correr un camino, así como también por su frente y fondo. Hacia el norte, el camino del fondo lo constituían las actuales avenidas Constituyentes y Fondo de la Legua, mientras que el camino del frente, denominado "Camino de Santa Fe" o "Camino del Bajo" lo conformaban sucesivamente las actuales avenidas Libertador, Las Heras, Santa Fe, Luis María Campos y nuevamente Libertador, siempre discurriendo al pie de la barranca, elevándose sobre esta después de pasar el Partido de Vicente López. 
Sin embargo, como el "Camino del Bajo" no era muy bueno y el del "Fondo de la Legua" estaba muy lejos de la costa, los Carreteros y jinetes hicieron un atajo conocido con diversos nombres: “Camino del Tejar”, “Camino de las Lomas” o “Camino del Medio”. Dicho camino ocupaba las actuales avenidas Santa Fe, Cabildo, La Pampa, Balbín y Bartolomé Mitre. Posteriormente, el Virreinato decide trazar el "Camino del Norte" o "Nuevo Camino del Alto", como una continuación de la calle Santa Fe hacia San Fernando conformando lo que actualmente son las Avenidas Santa Fe y Cabildo (Capital Federal), Maipú (Vte. López), Santa Fe y Centenario (San Isidro) y Presidente Perón (San Fernando). Sin embargo, tardará muchos años en generarse este nuevo camino ya que tras la fundación del pueblo de Belgrano (1855), la actual avenida Cabildo se perdía unos cientos de metros más allá del ejido urbano.
Por lo tanto, parte de su trayecto correspondía al antiguo Camino a Santa Fe durante la época virreinal e incluso previrreinal ya que se dirigía hacia el noroeste. Posteriormente fue renombrado en la parte urbana de diversas maneras. Sus nombres sucesivos fueron:
- San Gregorio, a partir de 1774
- Pío Rodríguez, uno de los héroes de las Invasiones Inglesas, a partir de 1806
- Calle Estrecha, a partir de la Revolución de Mayo en 1810
- Calle Santa Fe, a partir de 1822.

Ese año el presidente Bernardino Rivadavia ordenó su ensanche a 30 varas desde la Avenida Callao hacia el oeste, dejando de llamarse la calle Estrecha para recibir el nombre de la provincia argentina. Posteriormente se cambiaría la denominación a "avenida", aunque permaneció como calle angosta en el centro de la ciudad, desde Avenida Callao hasta Plaza San Martín.
La inauguración en 1874 del Parque 3 de Febrero, conocido como “los Bosques de Palermo”, garantizó el tránsito de los porteños por la Avenida Santa Fe, que desembocaba en los Portones de entrada al Parque, luego demolidos y transformados en 1898 en la actual Plaza Italia, con el Monumento a Giuseppe Garibaldi donado por los italianos. La apertura de La Rural (predio de exposiciones anuales de la Sociedad Rural), el Jardín Zoológico y el Botánico a fines del siglo XIX, consolidaron la importancia de este sector del barrio Palermo, ayudando a dar más movimiento y peso a la Avenida Santa Fe. Para la Exposición del Centenario, en 1910, se eligieron tanto el predio de La Rural como el cercano sector del Regimiento de Patricios para realizar buena parte de las exposiciones de Ganadería y de Transportes, nuevamente afirmando a Santa Fe como eje de actividades, entretenimiento y privilegio en Buenos Aires.
Especialmente en los alrededores de Plaza Italia y los parques, se fue formando un área que supo tener grandes residencias de estilo francés, con jardines amplios ocupando desde un cuarto de manzana a media manzana. Incluso en Santa Fe 3240 estaba la residencia donde vivió y murió en 1912 el presidente Roque Sáenz Peña: era un palacete francés con entrada por la avenida y jardines que llegaban hasta la calle Güemes, pero fue demolido en la década de 1950, al igual que casi todas las casonas de la aristocracia en esta zona.
Recién en diciembre de 1904 una ordenanza municipal reglamentó el ensanche del tramo céntrico de la calle Santa Fe, hecho que se concretó en el tramo desde la calle Libertad hasta Esmeralda en el año 1913, y desde Libertad a Callao en la década de 1930. Las construcciones de la avenida Santa Fe ganaron altura rápidamente en esos años, sobre todo en el tramo céntrico desde la Avenida Callao hacia Plaza San Martín, donde se levantaron imponentes edificios residenciales de estilos europeos. En las siguientes décadas, los edificios en altura se extendieron hacia el norte, a medida que las clases media-alta y alta siguieron alejándose del centro hacia la periferia, eligiendo los barrios de Palermo, Belgrano y Núñez para instalarse.
El área de Santa Fe y Callao se consolidó ya a principios del siglo XX como un sector de cines, adonde se lucieron el Gran Splendid, el Capitol, y más tarde el América y el Atlas Santa Fe. Se realizaban en la Avenida Santa Fé los famosos desfiles de la Fiesta de la Primavera, con carrozas. La famosa Sedería Víctor a la altura del 1600 se destacaba cono lugar favorito para las damas de la alta aristocracia porteña. Para el año 2011, cerraba el último de ellos, incapaces de hacer frente a los nuevos complejos multi-sala de los centros comerciales surgidos en los años 90. La avenida, en casi todo su recorrido, se transformó durante el siglo XX en uno de los ejes comerciales más estables y exitosos de Buenos Aires, hecho que se afirmó en 1990 con la inauguración del centro comercial Alto Palermo, en un terreno antes ocupado por la fábrica de cerveza Palermo.

### Actualidad
La crisis de 2001 golpeó duramente al comercio en la Avenida Santa Fe, pero para comienzos de 2003, junto con la recuperación de la economía argentina, rápidamente la arteria comenzó a florecer nuevamente. Primero el Gobierno de la Ciudad ayudó a la resurrección de los comercios, organizando en 2003 un programa de desarrollo para distintos centros comerciales barriales, pero inmediatamente el mercado mismo impulsó la ocupación de muchos locales comerciales que habían quedado vacantes. Para el año 2005 ya, la tasa de ocupación comercial es del 98 por ciento de Avenida Santa Fe, entre Montevideo y Pueyrredón, y los diarios hablaban de “Alquileres por las nubes”. A comienzos de 2006, el valor del m² comercial sobre Santa Fe se cotizaba entre 60 y 65 dólares, y la ocupación era plena. A fines de 2007, el metro cuadrado residencial en el sector de Plaza San Martín alcanzaba los 2500 dólares USA el m², y según las inmobiliarias “Los precios disminuyen desde Barrio Norte hacia Pacífico. El rango parte de los 1200 y puede llegar a los 2500 dólares en buenos edificios”.
A comienzos de 2013, las ventas del comercio cayeron 6,4% en Buenos Aires, por la inflación y las barreras a la compra y venta de dólares en la Argentina; mientras el empleo en el sector dejó de crecer y alcanzó una meseta desde fines de 2012, y hubo una merma del 30% en las ventas en la Avenida. la Avenida Santa Fe, donde la mayor parte de sus locales comercializaban productos de lujo o de primera categoría.

## Recorrido

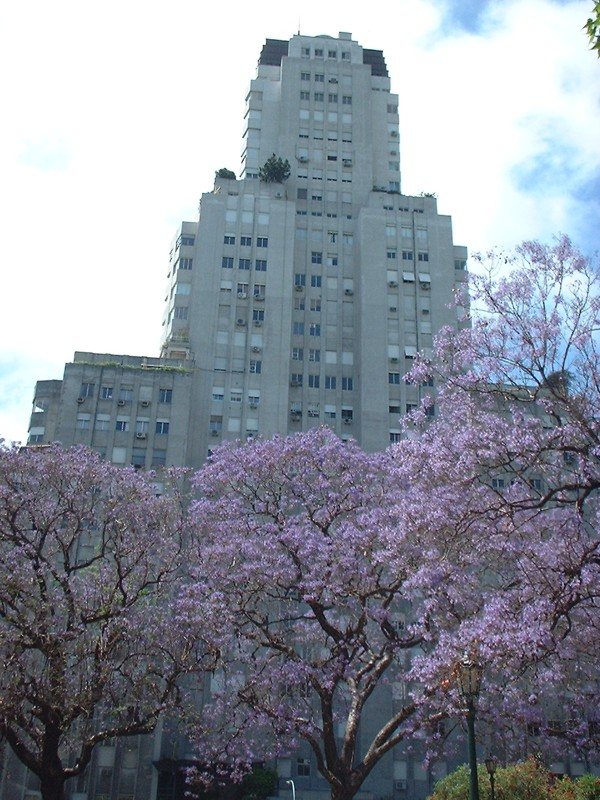
El edificio Kavanagh, visto desde la Plaza San Martín.

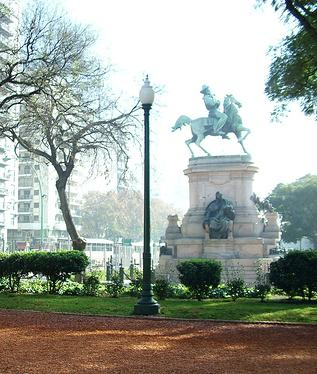
Monumento a Giuseppe Garibaldi en Plaza Italia.

### Retiro

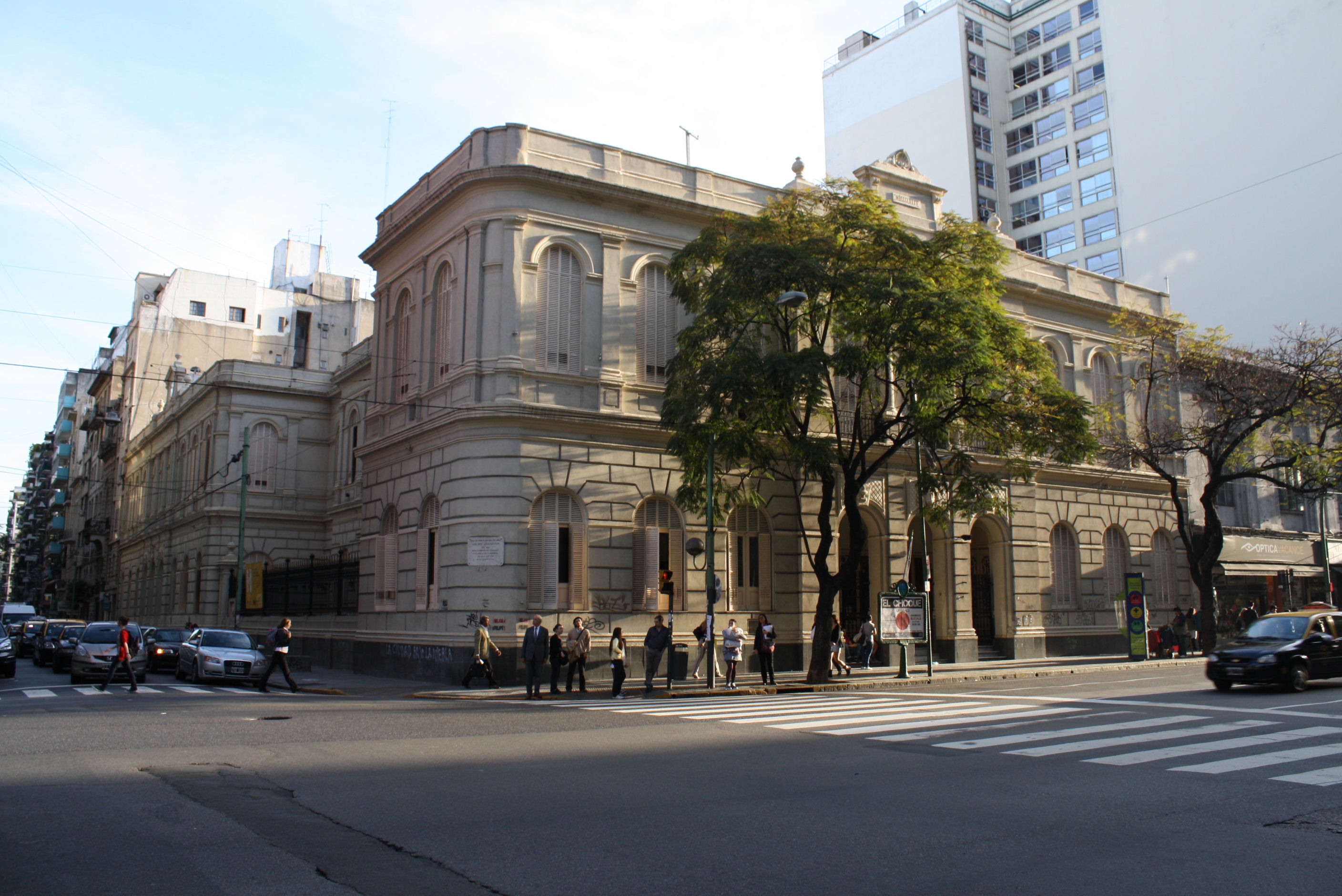
El edificio de la Escuela Onésimo Leguizamón, construido en 1885.

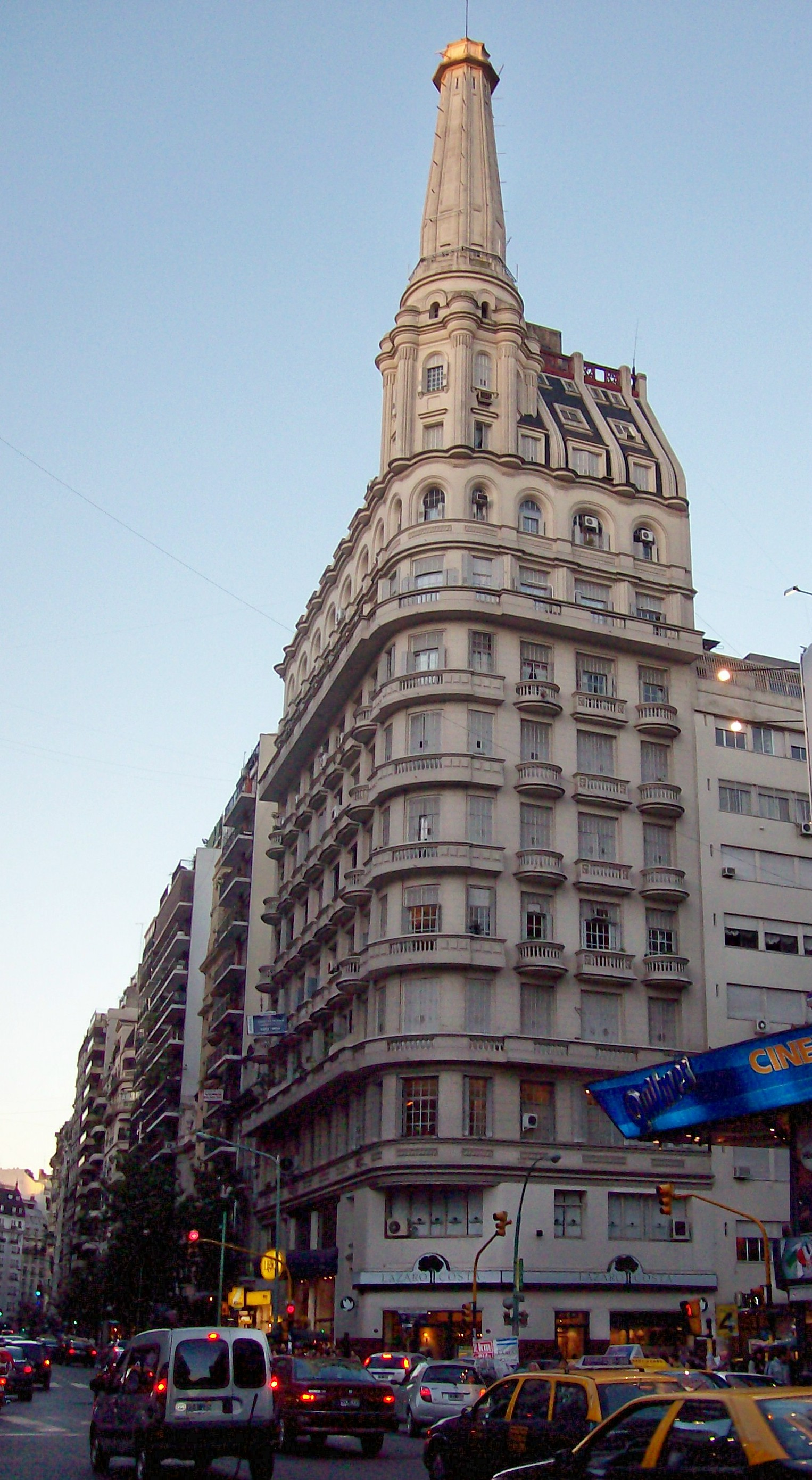
Av. Callao en su cruce con Santa Fe.

La Avenida Santa Fe comienza su recorrido hacia el norte en la Plaza San Martín, uno de los primeros parques públicos que tuvo Buenos Aires, a partir de 1860. Anteriormente había sido el Campo de Marte donde entrenaron los Granaderos a Caballo del General San Martín, y aún antes fue lugar de la Plaza de Toros colonial, a su vez la avenida Santa Fe tenía una prolongación al este de la Plaza San Martín entre la calle San Martín y la avenida Leandro Alem, que se trata de una calle angosta de un solo sentido de circulación hacia el Río de la Plata que lleva el nombre de Doctor Ricardo Rojas desde el año 1959.
En su primera cuadra, Santa Fe pasa frente al Palacio Haedo, hoy sede de Parques Nacionales, y el Palacio Paz, residencia de un tamaño único en Buenos Aires inaugurada en 1912 para José C. Paz, donde funciona hoy en día el Círculo Militar.
Luego de bordear la Plaza San Martín, la Avenida pasa a seguir la cuadrícula en damero de las calles céntricas de Buenos Aires. En este primer tramo de 250 metros hasta llegar a la Avenida 9 de Julio, se destacan varios edificios residenciales de estilo francés, construidos a principios del siglo XX. Sobre todo resaltan el Hotel Crillón (año 1947) y la Torre Brunetta (año 1962), una de las primeras torres de oficinas de estilo moderno totalmente vidriadas que tuvo la ciudad. El arbolado de este sector es añejo y frondoso, y está formado por tipas de troncos oscuros y ramas enredadas, que se brotan con flores pequeñas y amarillas que luego cubren las veredas y la calzada en verano.
Cruzando la Avenida 9 de Julio comienza uno de los tramos más tradicionales de la Avenida Santa Fe, que llega hasta la Avenida Callao. Es una importante zona comercial especializada en indumentaria que se extiende por unas 15 cuadras, y contrasta con la sección anterior por la falta total de arbolado en las aceras. Allí, sobre la vereda norte de la arteria se desarrolla una serie muy homogénea de edificios residenciales construidos a principios del siglo XX, con varios pisos de altura y estilos academicistas que van desde el francés y el italiano del 1900, al art decó y el racionalismo de los años 30. En contraste, en la vereda sur abundan los locales comerciales y las galerías construidas a partir de los años 50. El edificio de la Sociedad Científica Argentina está en el n.° 1145, y la imponente Casa del Teatro inaugurada en 1938 funciona en el n.° 1235, donde luce su cúpula piramidal de estilo azteca. De la vereda sur, se destacan galerías de indumentaria y comercios alternativos como la “Quinta Avenida” y la “Bond Street”; además de la Iglesia San Nicolás de Bari en el n.° 1352 y la antigua Escuela Primaria N.º 3 "Onésimo Leguizamón", inaugurada en 1885 por el presidente Roca.

### Recoleta
En la intersección con la Avenida Callao se destaca la cúpula de un edificio residencial diseñado por el arquitecto Palanti, también autor del famoso Palacio Barolo. Santa Fe comienza a recorrer el barrio de Recoleta y vuelve a aparecer una frondosa y antigua arboleda, ahora formada por plátanos de troncos grises y hojas que caen completamente en otoño, causando también problemas a los alérgicos con sus esporas. Allí se encuentra el Petit Café que dio nombre a los petiteros. Fue una tradicional zona de cines durante todo el siglo XX: allí funcionaron el Smart, el Grand Splendid y también el Atlas Santa Fe y el Atlas Callao, todos ellos hoy desaparecidos. Sólo el imponente Grand Splendid logró reciclarse, transformado en una librería de la cadena “El Ateneo”, que se ha transformado en un hito para el turismo que visita la ciudad.
En este tramo los edificios de estilos academicistas comienzan a desaparecer, mientras aumenta la cantidad de edificios de departamentos modernos que contrastan con los anteriores por su falta de decoración en las fachadas y por sus característicos balcones blancos ocupando todo el frente. En la esquina de la calle Azcuénaga, se destaca una antigua sucursal del Banco Nación. Al llegar a la intersección con la Avenida Pueyrredón, la línea D del subte comienza a correr por debajo de la Avenida.

### Palermo

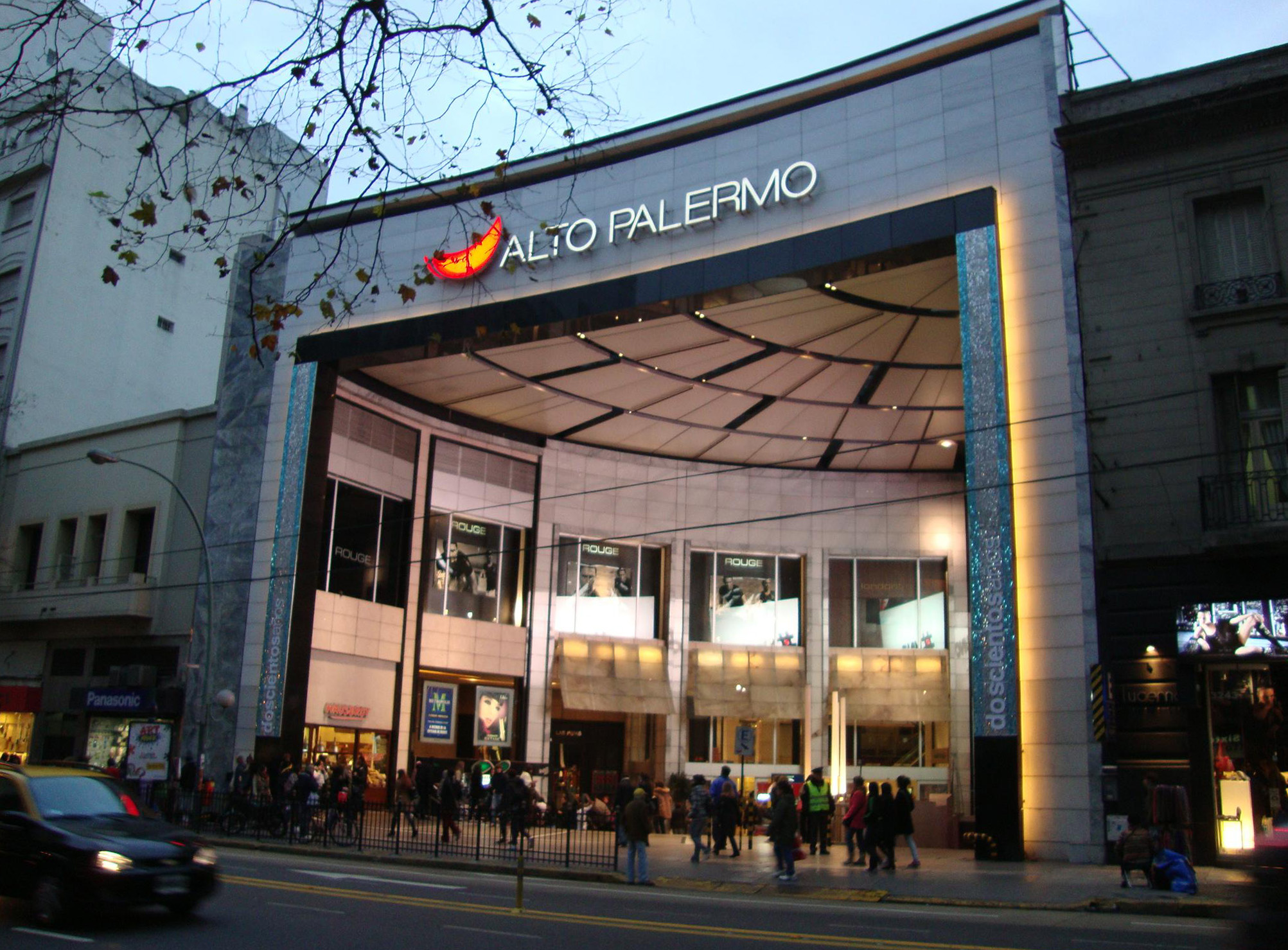
Entrada al centro comercial Alto Palermo.

La Avenida entra en Palermo desde la intersección con la Avenida Coronel Díaz, tradicional arteria residencial y comercial de clase alta porteña. A pocos metros está el Shopping Center Alto Palermo, inaugurado en 1990 y un importante foco de comercio y actividades para todo el barrio.
Sobre este tramo de Santa Fe continúa la frondosa arboleda de plátanos añejos, y aumenta la densidad de edificios de departamentos de varios pisos. La intersección con la Avenida Scalabrini Ortiz es otro foco importante de comercio para la avenida, que a las pocas cuadras empieza a bordear el Jardín Botánico, hasta llegar a la Plaza Italia, donde se levanta la estatua de Garibaldi, se abre la Avenida Sarmiento que conduce a los parques de Palermo, y a sus costados se enfrentan el Zoológico de Buenos Aires y La Rural (Predio Ferial de Buenos Aires). Este es uno de los nodos de transporte más importantes de toda Buenos Aires, donde se combinan numerosas líneas de colectivo hacia distintos puntos de la ciudad, líneas de combis y minibuses suburbanas y la estación del subte línea D.
A partir de Plaza Italia, comienza una zona comercial de menor categoría que la antes descripta, a medida que la Avenida se acerca al Puente Pacífico del Ferrocarril San Martín, sobre el cual está la estación de trenes Palermo, en la intersección con la Avenida Juan B Justo. Por debajo de esta última pasa el arroyo Maldonado, entubado en los años 30.
A las pocas cuadras se llega al predio del Regimiento de Patricios, donde se abre la Avenida Luis María Campos, junto a la Plazoleta y estatua a Falucho. Al llegar al Viaducto Carranza, Santa Fe se transforma en Avenida Cabildo y cruza bajo las vías del Ferrocarril Mitre, donde se encuentra la estación Ministro Carranza.

## Intersecciones
En el mapa esquemático a continuación, se resumen los principales cruces con otras calles, avenidas, plazas y edificios de la ciudad de Buenos Aires.
|  | lNAT | RM |  |

|  | CONTgq | RMKRZ | STRq |

|  |  | RM |

|  | RMq | RMKRZ | RMq |

|  |  | RM |

|  | RMCONTgq | RMKRZ | RMq |

|  |  | RM | BUILDING |

|  |  | RM |

|  | STRq | RMKRZ | CONTfq |

|  |  | RM |

|  | RMq | RMKRZ | RMq |

|  |  | RM |

|  | STRq | RMKRZ | CONTfq |

|  | CONTgq | RMKRZ | STRq |

|  |  | RM |

|  | RMq | RMKRZ | RMCONTfq |

|  | BUILDING | RM |  |

|  | STRq | RMKRZ | CONTfq |

|  |  | RM |

|  | STRq | RMKRZ | RMq |

|  |  | RM |

|  | lNAT | RM |  |

| lNAT | STR2+4 | STRc3 + RM |  |

|  | STRc1 + RMq | STR+4 + MWNODEl |  |

|  | ARCH | RMTEEaq | STRq |

|  |  | RM |

| BAHN |  | SKRZ-Gu |  |

|  | RMq | RMKRZ | RMq |

| BUILDING | lNAT | RM |  |

|  | RMq | RMTEEeq |  |

|  |  | RM |

|  |  | RMTEEaq | CONTfq |

| BAHN |  | SKRZ-Gu |  |

|  |  | RM |

## Impacto en la cultura

### Música
- En Puente Pacífico murió Tanguito en 1972, atropellado por un tren.
- Ding Dong las Cosas del Amor Leonardo Favio.